# SMS König
De SMS König was de eerste van de vier dreadnoughts in haar klasse, die dezelfde naam droeg (König).  De König was in dienst bij de Kaiserliche Marine tijdens de Eerste Wereldoorlog. De koning van Württemberg, Willem II gaf zijn naam aan het schip. De kiel werd op oktober 1911 gelegd en de dreadnought werd op 1 maart 1913 te water gelaten. De afwerking van het schip was vlak na het uitbreken van de oorlog klaar. Op 9 augustus 1914 werd de König bij de Hochseeflotte gevoegd en was ze klaar voor de strijd.
Samen met haar drie zusterschepen Grosser Kurfürst, Markgraf en Kronprinz, nam de König deel aan het grootste deel van de vlootacties tijdens de oorlog. Als schip in de voorste linie tijdens de Slag bij Jutland op 31 mei 1916 bevond de König zich in het heetst van de strijd en incasseerde tien grote treffers. In oktober 1917, tijdens operatie Albion, dwong ze de bemanning van de Russische pre-dreadnought Slava hun eigen schip tot zinken te brengen.
De König werd samen met het grootste deel van de Hochseeflotte geïnterneerd in de Britse haven van Scapa Flow na de wapenstilstand in november 1918. Op 21 juni 1919 beval admiraal Ludwig von Reuter dat al zijn schepen gecontroleerd moesten zinken, om te voorkomen dat deze definitief in Britse handen zouden vallen. Ook de König viel onder dit bevel. In tegenstelling tot de meeste gezonken schepen, werd het wrak van het schip nooit weggehaald. Het ligt nog steeds op de bodem van de baai.